# 日産・ルークス
ルークス（ROOX）は、日産自動車で販売されている軽トールワゴン（軽スーパーハイトワゴン）である。初代はスズキ、2代目以降の生産は三菱自動車工業、3代目の設計は日産自動車がそれぞれ行っている。

## 概要
2009年（平成21年）10月8日に第41回東京モーターショーにおける日産自動車の出展概要と同時に発表。同年12月1日より販売を開始した。
グレード名である「ハイウェイスター」はエルグランドやセレナなど、これまで3列シートの日産製ミニバンに与えられていたものであるが、ルークスでは初の2列シート軽ミニバンとして、日産のミニバンラインアップの最下位と軽自動車ラインアップの最上位を兼ねるモデルとしている。
なお、車名の「ROOX」は英語の「Room（空間）」と「Max（最大）」を掛け合わせた造語で、ゆとりある室内空間を表現している。
2014年（平成26年）2月に2代目となるデイズルークスが発表され、デイズのシリーズ車種に移行したが、2020年（令和2年）2月に通算2度目となるフルモデルチェンジで初代モデルの車名だったルークスへと約6年ぶりに回帰した。

## 初代 ML21S（VA0）型（2009年 - 2013年）

### メカニズム
ルークス発表直前の2009年（平成21年）9月17日にパレットが一部改良を受け、上位グレードを中心に、日産とジヤトコの共同開発となる新型副変速機構付CVTが新たに搭載された。日産向けルークスにもこのCVTが採用され、パレットで設定されていた4速ATはない（パレットも2010年〈平成22年〉5月1日の仕様変更で4ATを全廃）。
エンジンは全車直列3気筒のK6A型を搭載するが、「ハイウェイスター ターボ」には同じエンジンのインタークーラーターボ仕様が搭載される。

### ラインアップ
ベース車同様に前後バンパー、ヘッドランプ、フロントグリル、テールランプなどが別意匠の2種類のエクステリアデザインが用意され、パレットSWに相当するグレードは「ハイウェイスター」・「ハイウェイスター アイドリングストップ（2012年6月追加発売）」・「ハイウェイスター ターボ」として、パレットに相当するグレードは「E」・「X アイドリングストップ（2012年6月追加発売、2WDのみ）」・「X（4WDのみ）」として販売される。ただし、パレット「X（2WD）」・「T（ターボ）」に相当するグレードはルークスでは設定されていない。
装備内容はグレードにより異なり、「E」は13インチフルホイールカバー（モコと同一）、X系は14インチフルホイールカバー（CI部分以外はパレットと同一）、「ハイウェイスター」系は14インチアルミホイール（同前）がそれぞれ装着される。全車に後席両側スライドドアが装備されるが、X系と「ハイウェイスター」は助手席側のみパワースライドドア、「ハイウェイスター ターボ」は両側パワースライドドアとなる。なお、「パレット」の一部グレードでオプション設定されているバックモニター付CDプレイヤーは「ルークス」では設定が無い。
また、ルークス独自のグレードとして、オーテックジャパンからハイウェイスター系グレードをベースにした特別仕様車「アーバンセレクション」が発売された。専用光輝モール（フロントバンパー/バックドア）、ガンメタリック塗装の専用フロントバンパーグリル、ホワイトリングイルミネーション付専用フォグランプを装備して専用の外装としたほか、HDDナビゲーションシステムを標準装備した。

### 年表
- 2009年（平成21年）
  - 10月8日 - 第41回東京モーターショーへの出展概要と共に発表。
  - 12月1日 - 販売開始[5]。同年9月17日の一部改良で2型となった「スズキ・パレット」と、この時に追加された内外装を専用デザインとした「パレットSW」のOEM供給モデルである。日産の社内型式は「VA0」型。
- 2010年（平成22年）8月23日 - 仕様向上[6]。
  - 同月20日のパレット/パレットSWの一部改良を受けたもの。CVTの改良と制御変更で、自然吸気2WD（FF）のJC08モードで20.2 km/L（10・15モードでは22.5 km/L）となる。このため、「E」・「G」・「ハイウェイスター」の2WDが「平成22年度燃費基準+25%」を達成。また、ターボの「ハイウェイスターターボ」の2WDにおいても、「平成17年排出ガス基準75%低減レベル（☆☆☆☆）」と「平成22年度燃費基準+15%」を同時に達成した。また、ECOインジゲーターとLEDハイマウントストップランプを新たに標準装備した。
- 2011年（平成23年）6月 - 特別仕様車「リミテッド」シリーズを発売。「E」を除くすべてのグレードに設定されており、運転席・助手席SRSサイドエアバッグを非装備にしたことで車両本体価格を10,500円引き下げた。
- 2012年（平成24年）
  - 3月8日 - 一部仕様向上[7]。
    - 同年2月27日のパレットの一部改良を受け、「E」・「G」・「ハイウェイスター（オーテックジャパン扱いの「アーバンセレクション」を含む）」の2WDにおいてエンジン制御を変更。改良前20.2 km/LからJC08モードにおける燃費を0.6 km/L向上した。

  - 6月19日 - 一部仕様向上[8]。
    - 前日のパレット/パレットSWの一部改良を受けたもの。新たに、アイドリングストップシステムとヒルスタートアシストを標準装備した「X アイドリングストップ」と「ハイウェイスター アイドリングストップ」を追加。また、全グレードにおいてチャイルドシート用アンカーと乗降用アシストグリップ（左右）を新たに標準装備し、「E」は内装色の変更を行った。オーテックジャパン扱いの「ハイウェイスター アーバンセレクション」もベース車同様の改良を受けるとともに、「ハイウェイスター アイドリングストップ アーバンセレクション」を追加した。なお、今回の一部仕様変更により「G」が廃止となったため、4WDには代替グレードとして「X」を追加した。また、ターボを除く2WDの全グレードが「平成27年度燃費基準」を達成している。なお、「X アイドリングストップ」・「ハイウェイスター アイドリングストップ」・「ハイウェイスター アーバンセレクション アイドリングストップ」はエンジン進化型エコカー「PURE DRIVE（ピュアドライブ）」の車種となっているため、リア右下に「PURE DRIVE」エンブレムが装着される。

  - 6月26日 - マツダよりパレット（標準車系のみ）をベースとするフレアワゴンが発売。これにより、6代目アルト、5代目キャロル及び2010年1月に販売終了したピノ以来のOEM3姉妹（兄弟）車種になった。
- 2013年（平成25年）3月31日 - パレットの生産終了（同年2月26日に後継車「スペーシア」が発売）により販売終了。後継車種は同年3月25日にNMKVが「デイズルークス」を開発中であることを発表したため、スズキからのOEM供給は行われないことが明らかになった[9] [注釈 1]。

## 3代目 B44A/B45A/B47A/B48A(BA1)型（2020年 - ）

### メカニズム
当代より設計が日産自動車となった。エンジンは2代目デイズに採用されているBR06型をルークス用にセッティングを施した上で換装されたほか、SM21型モーターとリチウムイオンバッテリーを組み込み、減速時の運動エネルギーで発電した電力をリチウムイオンバッテリーに蓄え、蓄えた電力をモーターアシストに用いたり、アイドリングストップなどに再利用することで低燃費に寄与する「スマートシンプルハイブリッド（S-HYBRID）」が搭載された。

### 安全性
2代目デイズで採用された運転支援技術「プロパイロット」はミリ波レーダーを追加し、より遠くの先行車の状況を検知してスムーズな制御を可能にした改良型で採用された。
また、デイズルークスで採用された安全機能が拡充され、前方を走行する2台前の車両を検知し、急な減速などにより自車の回避操作が必要と判断された場合に警報によってドライバーに注意を促す「インテリジェントFCW（前方衝突予測警報）」、車両進入禁止・最高速度・一時停止の3つの標識を検知する「標識検知機能」、「インテリジェントDA（ふらつき警報）」、「先行車発進お知らせ」などが追加され、一部グレードにはハイビームアシストの進化機能となる「アダプティブLEDヘッドライトシステム」も搭載。衝突被害軽減ブレーキである「インテリジェント エマージェンシーブレーキ」はミリ波レーダーの採用により夜間での性能が向上された。

### ラインナップ
初代ルークス及びデイズルークス同様、標準仕様とスポーティ仕様の「ハイウェイスター」の2種体制は3代目ルークスでも踏襲されている。なお、eKスペースでは「ハイウェイスター」に相当する「eKスペース カスタム」が設定されていたが、2代目へのフルモデルチェンジの際に廃止（替わりに、クロスオーバーの外観でeKクロスのスーパートールワゴン仕様となるeKクロス スペースが設定）されたため、「ハイウェイスター」はルークス特有のモデルとなった。
標準仕様はデイズルークスの体系を引き継ぎ、「S」と「X」の2グレード。「ハイウェイスター」はNA車はデイズルークスから「ハイウェイスターX」を引き継ぎ、プロパイロット搭載グレードとして「ハイウェイスターX プロパイロットエディション」を新設定。ターボ車はグレード体系を集約してプロパイロットを搭載したことにより「ハイウェイスターGターボ プロパイロットエディション」となった。
また、デイズルークスに設定されていたオーテックジャパン（現:日産モータースポーツ&カスタマイズ）によるカスタムカー「ライダー」「ボレロ」は3代目ルークスでは「AUTECH（オーテック）」に刷新された。「AUTECH」はミニバンのセレナ、コンパクトカーのノート、クロスオーバーSUVのエクストレイル、電気自動車のリーフに次いで5車種目の設定となる。ルークスの「AUTECH」は「X」がベースとなる。
さらに、デイズルークス同様に福祉車両の「ライフケアビークル」も設定されており、デイズルークスから継続設定されている助手席が車両の外側に電動で回転・昇降する「助手席スライドアップシート」と、大型乗降用グリップ・シートバックグリップ・杖立て・防水シート・車いす/歩行器固定用ゴムネット・ラゲッジトレイを装備した日産の軽自動車では初設定となる「送迎タイプ」の2種類が用意される。「助手席スライドアップシート」は「X」・「ハイウェイスターX」・「ハイウェイスターX プロパイロットエディション」の3グレードをラインナップし、「X」は4WD車も設定。「送迎タイプ」は標準仕様の「S」と「X」のみで、いずれのグレードにも2WD/4WDが設定されている。

### デザイン
外観は標準仕様は2代目デイズ（標準仕様）と共通デザインの「Vモーショングリル」へ刷新。「ハイウェイスター」はデイズルークス（2016年12月改良型）で採用された「Vモーショングリル」のデザインが刷新され、標準仕様よりも大きいクロームのVモーションデザインで、グリル内部の下側にはハニカムパターンが施された。「AUTECH」は「Vモーショングリル」が丸みを帯びたドットパターンとなる。
2023年4月発表のマイナーチェンジではフロントフェイスが刷新され、標準仕様は「Vモーション」のデザインを変更するとともに、グリルとヘッドランプを一体化。「ハイウェイスター」は上部と左右にクロームを施し、C28型セレナ（ハイウェイスター/LUXION）に類似したワイドデザインのグリルとなった。また、2022年11月28日にフルモデルチェンジを実施したC28型セレナと同様、フロントとリアのエンブレム、ステアリングホイール、「ハイウェイスター」に装備のアルミホイールのセンターキャップのCIが2020年7月からの現行CIへ変更され、標準仕様に装備されるフルホイールカバーは「NISSAN」ロゴとなり、インテリジェントキーのデザインもT33型エクストレイル・C28型セレナ等と同様なデザインに刷新した。

### 年表
- 2020年（令和2年）
  - 2月25日 - フルモデルチェンジ。車名を「ルークス」に変更（3月19日発売）[10]。日産での社内型式は「BA1」となる[注釈 3]。
    - WLTCモード走行による燃料消費率（JC08モード走行時も併記）及び排出ガスに対応し、NA車は「平成30年基準排出ガス50%低減レベル（☆☆☆☆）」、ターボ車は「同25%低減レベル（☆☆☆）」認定を取得。また、「S-HYBRID」の搭載によりデイズルークスに比べてJC08モード走行時における燃料消費率が向上され、NA・2WD車は「2020年度燃費基準+10%」を達成した[注釈 4]。
    - ボディカラーはモノトーンはデイズルークスからホワイトパール3コートパール（特別塗装色）[注釈 5]、ブラックパール[注釈 6]、アッシュブラウンメタリック（特別塗装色）、スターリングシルバーメタリック（「S」・「X」専用色）、チタニウムグレーメタリック（「ハイウェイスター」専用色）[注釈 7]を踏襲し、デイズルークスでは全グレード設定可能だったプレミアムサンシャインオレンジメタリック（特別塗装色）[注釈 8]は「S」・「X」専用色へ移行。また、スパークリングレッドはメタリックからパールメタリックに、「S」・「X」専用色のブロッサムピンクはメタリックからチタンメタリックへそれぞれ変更された。そして、新色として、フローズンバニラパールメタリック、ソーダブルーメタリック（「S」・「X」専用、特別塗装色）[注釈 9]、アトランティックブルーパールメタリック（「ハイウェイスター」専用色）[注釈 10]、アメジストパープルパールメタリック（「ハイウェイスター」専用、特別塗装色）の4色が追加された。
    - 「AUTECH」ではスターリングシルバーメタリック、スパークリングレッドパールメタリック、アッシュブラウンメタリック、プレミアムサンシャインオレンジメタリックを除く5色、「送迎タイプ」はホワイトパール3コートパール、スパークリングレッドパールメタリック、アッシュブラウンメタリック、プレミアムサンシャインオレンジメタリックが設定されない代わりに専用色のホワイトを追加した6色が設定される。2トーンカラー（特別塗装色）は「S」・「X」はバリエーションが刷新されホワイトパール3コートパール/セレニティゴールドパールメタリック2トーンとフローズンバニラパールメタリック/アッシュブラウンメタリック2トーンの2種に。「ハイウェイスター」はスパークリングレッドパールメタリック/ブラックパール 2トーンに、新色のアメジストパープルパールメタリック/フローズンバニラパールメタリック2トーンとホワイトパール3コートパール/チタニウムグレーメタリック2トーンを追加した3種を、「AUTECH」は「ハイウェイスター」にも設定されているスパークリングレッドパールメタリック/ブラックパール2トーンに、専用色となるアトランティックブルーパールメタリック/ブラックパール 2トーン、アッシュブラウンメタリック/ブラックパール2トーン、ホワイトパール3コートパール/ブラックパール2トーンを加えた4種がそれぞれ設定される。

  - 10月1日 - 2代目キックスと共に2020年度グッドデザイン賞を受賞[12]。
  - 12月7日 - 三菱・eKクロス スペース/2代目eKスペースと同時に、「2020-2021日本カー・オブ・ザ・イヤー K CAR オブ・ザ・イヤー」を受賞。日産車では2019年（2019-2020）に2代目デイズが受賞した「スモールモビリティ部門賞」続き、2年連続で軽自動車を対象とした部門賞を受賞した[13]。
  - 12月17日 - 特別仕様車「アーバンクロム」を発表（2021年1月14日発売）[14]。
    - ハイウェイスターの全てのグレードをベースに、フロントグリルをダーククロムメッキ、サイドターンランプ付電動格納式リモコンドアミラー（ドアロック連動自動格納機能付）をブラックにそれぞれ変更するとともに、シートにはブラックを基調に「フレーザークロス（シートメインに使用）」と「パートナー（シートメインサイド・マチ・ヘッドレスト・前席シートバックに使用）」の防水コンビシートを採用した。ボディカラーはホワイトパール3コートパール（特別塗装色）、ブラックパール、チタニウムグレーメタリック、スパークリングレッドパールメタリックの4色が設定され、スパークリングレッドパールメタリックにはブラックパールとの2トーン（特別塗装色）も設定される。
    - 併せて、プロパイロット非搭載のターボ車で、セパレートシート（フロント）などで構成されたメーカーオプション「快適パックB」を設定可能な「ハイウェイスターGターボ」を新設し、2WD車（オーテックジャパン扱いの「AUTECH」や「ライフケアビークル」シリーズを含む）には寒冷地仕様のメーカーオプション設定が追加された。
- 2021年（令和3年）
  - 12月 - 仕様変更。ボディカラーにプレミアムオリーブメタリック/ホワイト 2トーン（「ハイウェイスター」専用色）を追加。
  - 12月3日 - 安全上の問題についての確認により、生産・出荷・登録業務を一時停止（兄弟車のeKスペース並びにeKクロススペースも同様に一時停止）[15]。
- 2022年（令和4年）
  - 2月11日 - 原因が特定され対策が確定されたことにより、生産・出荷を再開。2020年12月以降に販売された車両について近日中にリコールが実施される（兄弟車のeKスペース並びにeKクロススペースも同様に生産・出荷を再開）[15]。
  - 9月15日 - 2代目デイズと共に一部仕様向上[16]。
    - シートを抗菌仕様に変更。また、燃料消費率が向上された。さらに、「ハイウェイスターX プロパイロットエディション」は15インチタイヤ&アルミホイールを標準装備。従来は「ハイウェイスター」のみだったターボ車を標準車にも拡げ、「Xターボ」が新たに設定された。
    - ボディカラーは「ハイウェイスター」専用色のアトランティックブルーパールを廃止、共通色だったスパークリングレッドパールはハイウェイスター」での設定を廃止して標準車専用色へ移行され、標準車専用色のソーダブルーメタリックと差し替える形で2代目デイズに設定されているソーダブルーメタリック/アッシュブラウンメタリック 2トーン（特別塗装色）が共通色として設定された。
    - 日産モータースポーツ&カスタマイズ扱いのカスタムカー「AUTECH」、特別仕様車「アーバンクロム」、福祉改造車両「ライフケアビークル」も一部仕様向上。3モデル共に燃料消費率が向上され、「アーバンクロム」と「ライフケアビークル」はシートを抗菌仕様とした。「AUTECH」はターボモデル（「Xターボ」ベース）を新たに設定。ボディカラーは特別塗装色のソーダブルーメタリックとアトランティックブルーパール/ブラックパール 2トーンが廃止され7種に整理された。「アーバンクロム」はボディカラーの入れ替えが行われ、モノトーンはスパークリングレッドパールに替わってフローズンバニラパールメタリックを追加。2トーン（特別塗装色）はアメジストパープルパールメタリック/フローズンバニラパールメタリックとホワイトパール3コートパール/チタニウムグレーメタリックを追加し、全7種に拡大した。「ライフケアビークル」はベース車に準じたボディカラーの入れ替えが行われたほか、「助手席スライドアップシート」は2WD車に「S」、「Xターボ」、「ハイウェイスターGターボ」、「ハイウェイスターGターボ プロパイロットエディション」を追加して2WD車はベース車と同一のラインナップへ強化され、「ハイウェイスター プロパイロットエディション」を除くグレードには助手席側スライドドアのオートステップをメーカーオプションに追加されたことで、助手席側の前席・後席の乗降アシストアイテムを1台で同時装着することが可能となった。また、従来の「送迎タイプ」はオートステップを標準装備する代わりに、防水シート、杖立て、後席大型乗降用グリップ、シートバックグリップ、車いす/歩行器固定用ゴムネットをオプション設定にすることで用途に応じて必要な装備を選択可能とし、送迎用だけでなく家庭用としても使用可能な仕様とした「オートステップ付車」へ改名。グレードも「Xターボ」や「ハイウェイスター」が加わり、2WD・4WD問わずベース車と同一バリエーションで選択可能となった。
- 2023年（令和5年）
  - 3月16日 - マイナーチェンジモデルの発表・発売に先駆け、ホームページ上で先行公開[17]。
  - 4月17日 - マイナーチェンジを発表（6月下旬発売）[18]。
    - フロントフェイスの刷新に加えてボディカラーの入替が行われ、モノトーンは標準仕様にカクタスグリーンパールメタリック[注釈 11]、「ハイウェイスター」にカンジュクカシスパール（特別塗装色）がそれぞれ追加され、「ハイウェイスター」には2代目デイズルークス（2016年12月マイナーチェンジモデル）に設定されていたオーシャンブルーがフルモデルチェンジ以来約3年ぶり[注釈 12]にオーシャンブルーパールメタリックとして復活設定。また、プレミアムサンシャインオレンジメタリック（特別塗装色）は標準仕様から「ハイウェイスター」へ移行、従来共通色だったアッシュブラウンメタリック（特別塗装色）は標準仕様専用色、フローズンバニラパールメタリックは「ハイウェイスター」専用色となった。2トーン（特別塗装色）は標準仕様はラインナップが刷新され、ソルベブルーメタリック[注釈 13]/ホワイトパール3コートパールとフローズンバニラパールメタリック/プレミアムサンシャインオレンジメタリックの2色に、「ハイウェイスター」は既存色をスパークリングレッドパールメタリック/ブラックパールとアメジストパープルパールメタリック/フローズンバニラパールメタリックの2色に絞り、新たにホワイトパール3コートパール/カンジュクカシスパール、フローズンバニラパールメタリック/アッシュブラウンメタリック、アッシュブラウンメタリック/フローズンバニラパールメタリック[注釈 14]の3色が追加された。
    - 内装ではインストルメントパネル、ドアトリム、シート地の色彩が変更され、特に「ハイウェイスターGターボ」（「プロパイロットエディション」を含む）では、カシス色のアクセントステッチが施されたレザー調インストルメントパネルが採用された。
    - 装備面ではLEDヘッドランプやディスプレイ付自動防眩式ルームミラーが全車標準装備され、ルームミラーについてはメーカーオプションで「インテリジェント ルームミラー」への変更が可能となった。また、従来メーカーオプションに設定されていた「快適パック」の装備品を「ハイウェイスター」全グレードに標準装備化され、本革巻きステアリングヒーターを寒冷地仕様に設定された。
なお、「ハイウェイスターXプロパイロットエディション」は標準装備だった15インチアルミホイールから14インチアルミホイールに戻された。
    - 日産モータースポーツ&カスタマイズ扱いの特別仕様車「アーバンクロム」と福祉車両「ライフケアビークル」もマイナーチェンジ。ベース車に準じた外内装デザインの変更や装備の充実化に加え、「アーバンクロム」は15インチアルミホイールのデザインが変更され、ドアミラーをシルバーに変更。リア右下の「Highway STAR」ロゴエンブレムの下に「Urban CHROME」の専用エンブレムが装着された。ボディカラーのラインナップが拡大され、モノトーンはプレミアムサンシャインオレンジメタリック（特別塗装色）を除く6色を設定、2トーン（特別塗装色）は既存色をスパークリングレッドパールメタリック/ブラックパールのみに絞り、「アーバンクロム」専用色としてアメジストパープルパールメタリック/ブラックパール、ブラックパール、スターリングシルバーメタリック、ホワイトパール3コートパール/ブラックパールの3色を加えた4色となった。
なお、「AUTECH」シリーズはマイナーチェンジに伴い廃止された。
- 2024年（令和6年）
  - 6月10日 - デイズと共に一部仕様変更[19]。
    - 最新の法規に対応させるとともに、ボディカラーの入れ替えを実施し、「S」・「X」はブロッサムピンクチタニウムメタリックをデイズにも設定されているシルキーライラックパールメタリックへ入れ替え、2トーンカラー（特別塗装色）には期間限定色（2025年頃までを予定）としてホワイトパール3コートパール/バブルガムピンクチタンパールメタリックを追加して10色に拡充。ハイウェイスターは2トーンカラー（特別塗装色）のアメジストパープルパールメタリック/フローズンバニラパールメタリックをカンジュクカシスパール/ホワイトパール3コートパールに入れ替えた。
    - 日産モータースポーツ&カスタマイズ扱いの「ハイウェイスター アーバンクロム」と福祉改造車両「ライフケアビークル」シリーズもベース車に合わせて一部仕様変更され、「ハイウェイスター アーバンクロム」は専用2トーンカラー（特別塗装色）のアメジストパープルパールメタリック/ブラックパールをカンジュクカシスパール/ブラックパールに入れ替えた。

  - 12月18日
    - 特別仕様車「ビームスエディション」が発売された[20]。
    - 「X」をベースに、裏返したデニムを再現したシート全カバーをはじめ、ドアミラーカバー、フロントグリル・アルミホイール（ディーラーオプションの14インチアルミホイール(シルバーディッシュ専用キャップタイプ+ホイールキャップ<キャップ:ブラック>を装着）・エントランス・ステアリングのアクセント、ロゴエンブレム（ボディサイド・バックドア）、ボディサイドデカール、フロアカーペットで構成された「BEAMSパッケージ」が特別装備される。
    - 本仕様車は台数限定発売のため、購入時に専用のWebサイトから事前申し込みが必要となる。

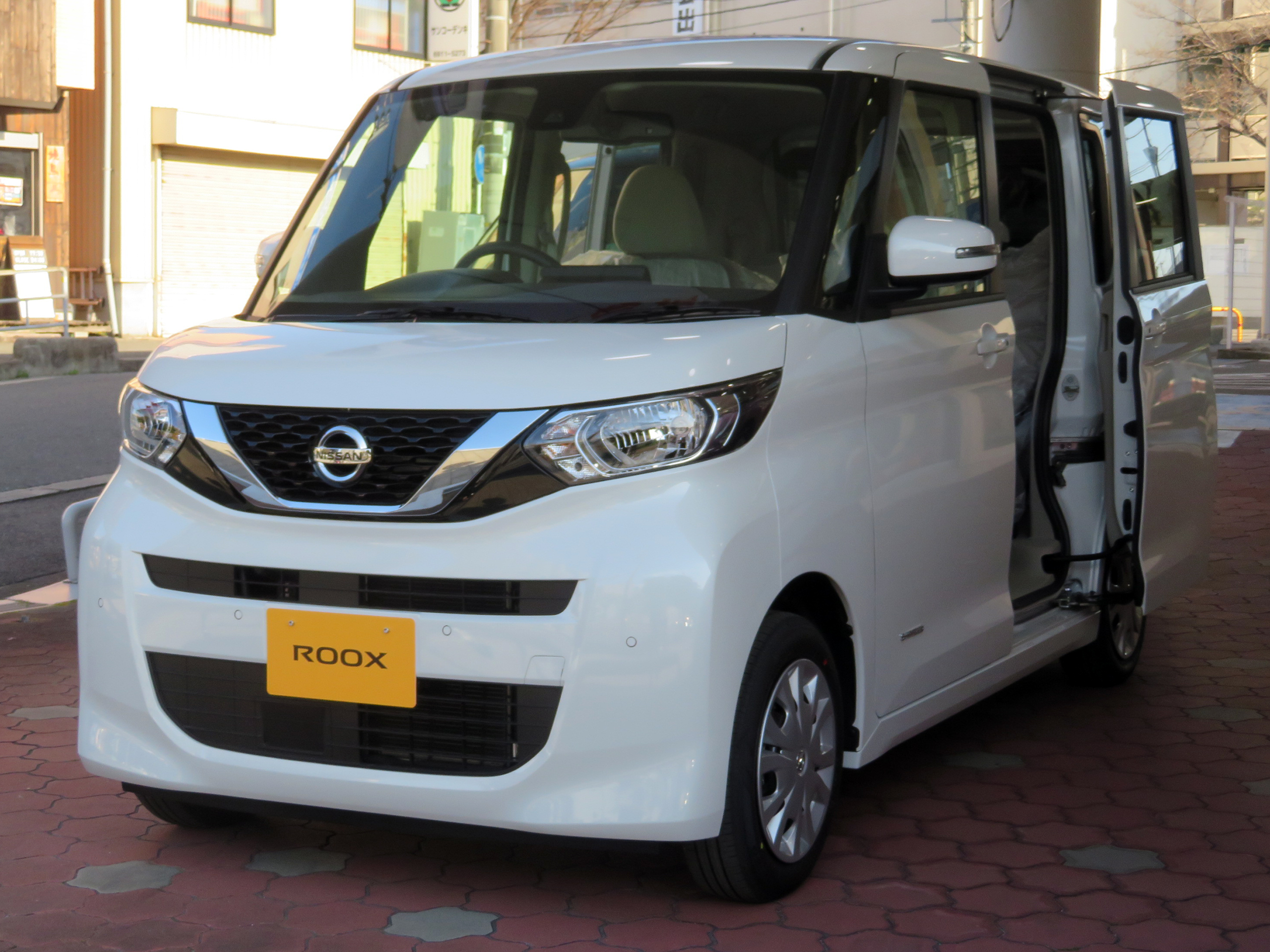
2020年2月販売型 X 2WD フロント
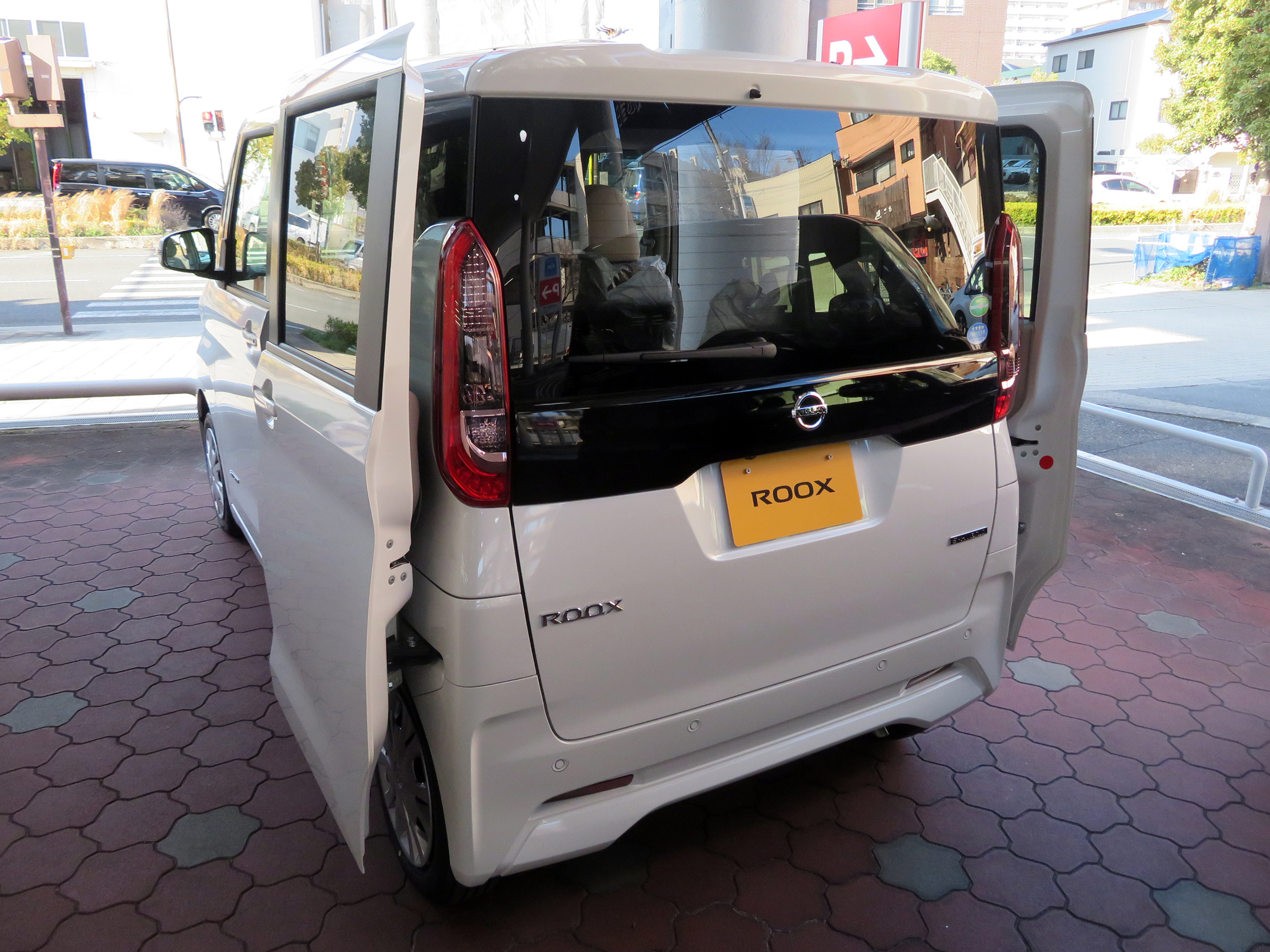
2020年2月販売型 X 2WD リア
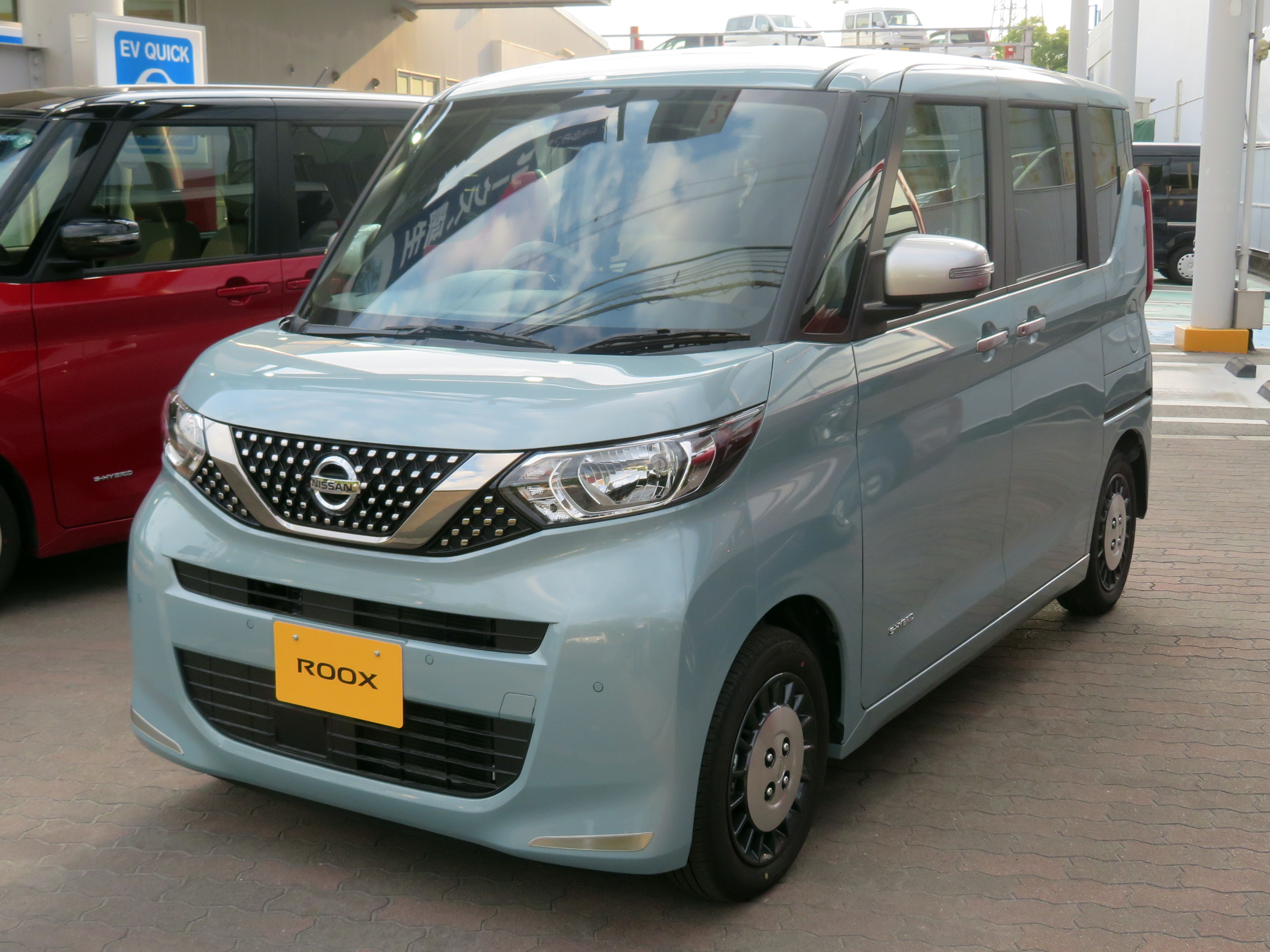
2020年2月販売型 オーテック 2WD フロント
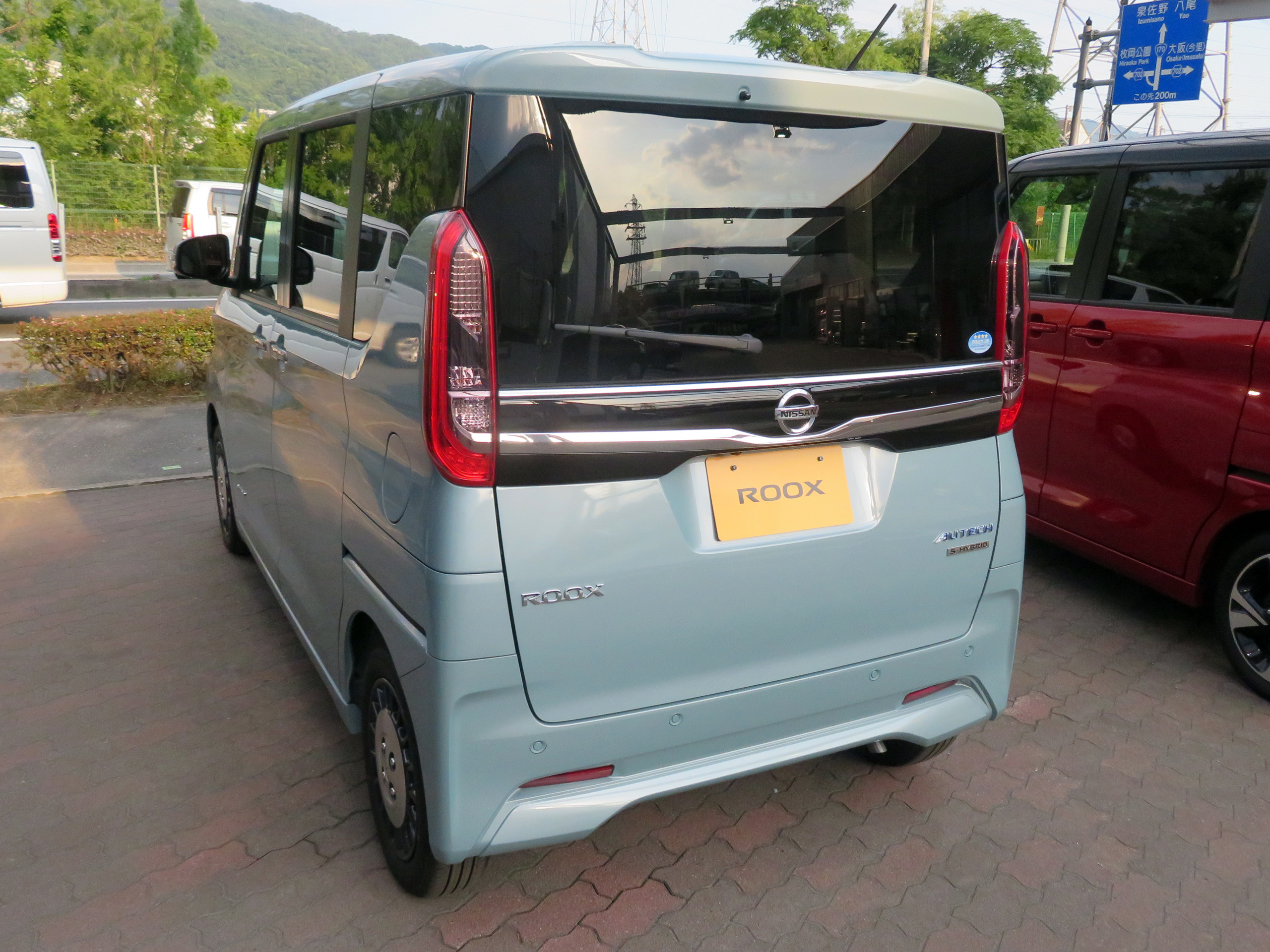
2020年2月販売型 オーテック 2WD リア
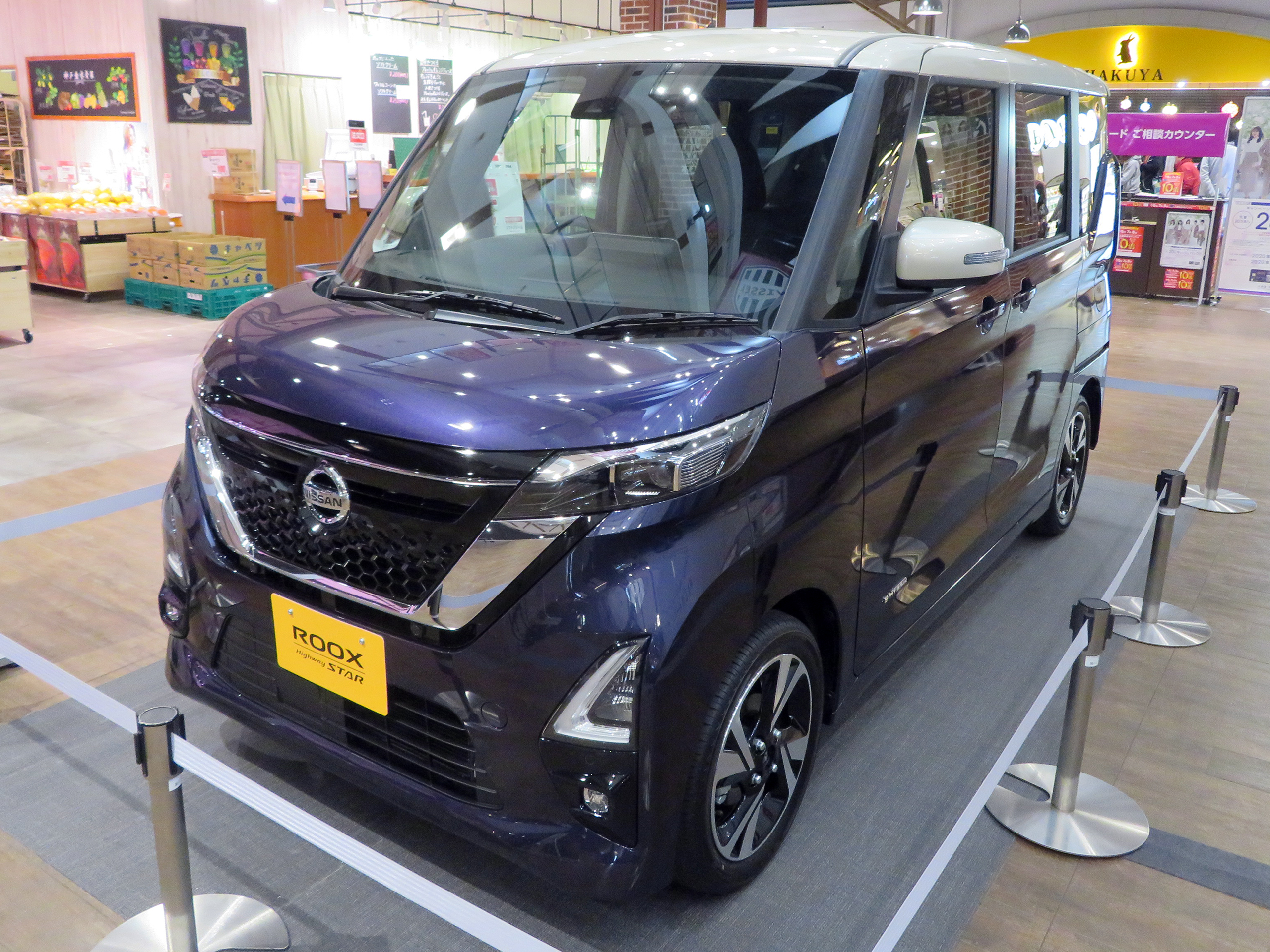
2020年2月販売型 ハイウェイスターX 2WD フロント
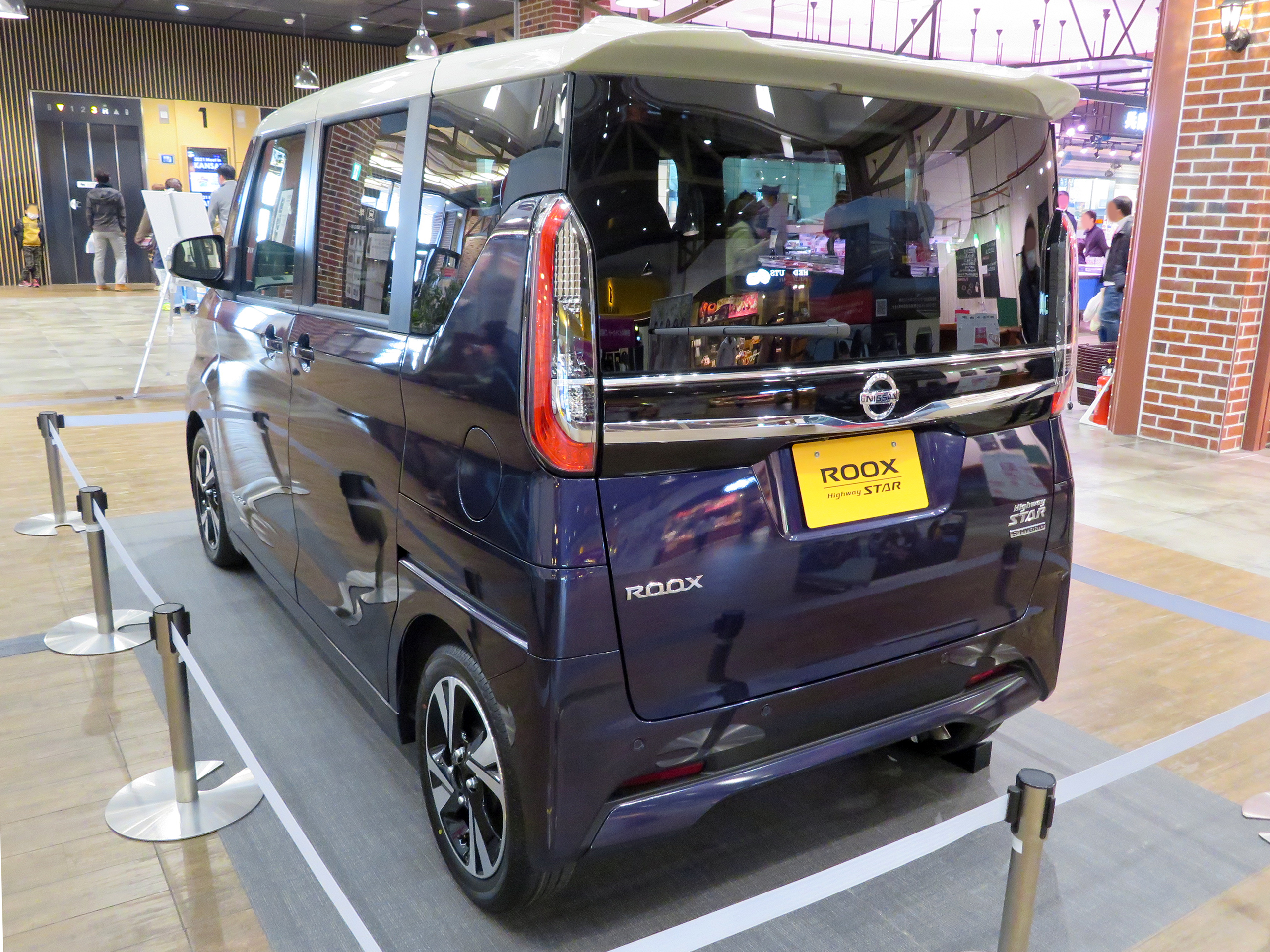
2020年2月販売型 ハイウェイスターX 2WD リア
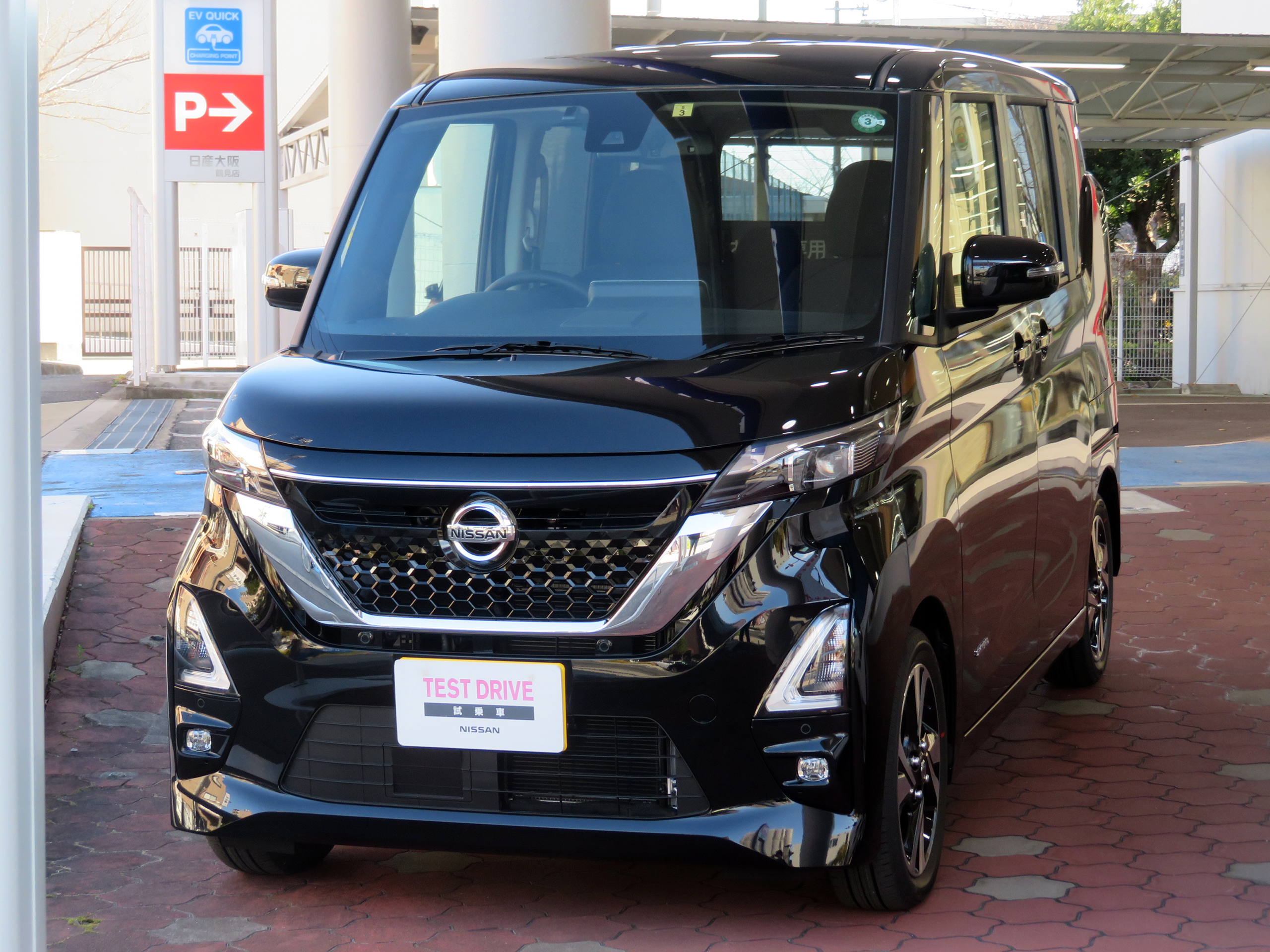
2020年2月販売型 ハイウェイスターGターボ プロパイロットエディション 2WD フロント
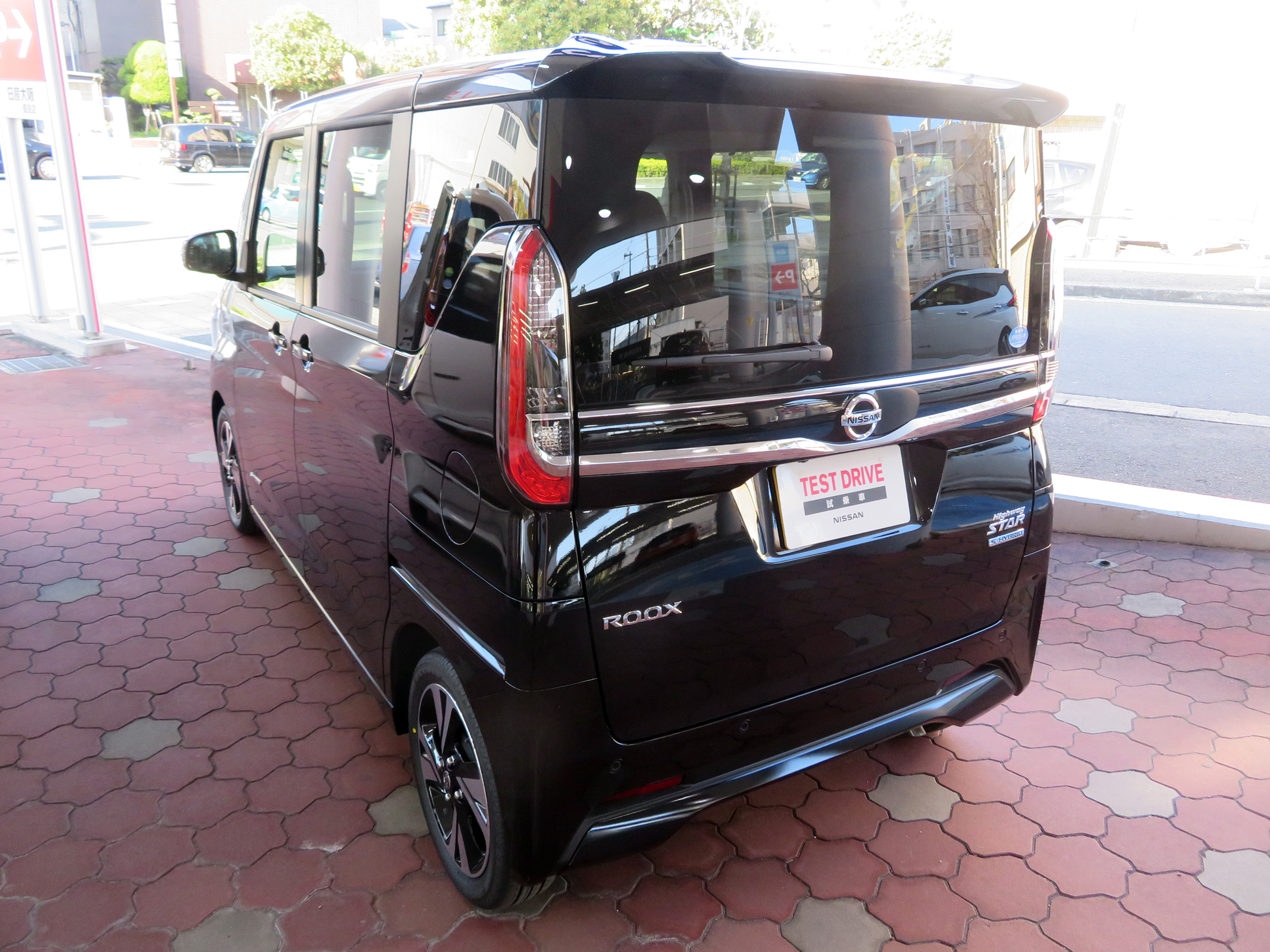
2020年2月販売型 ハイウェイスターGターボ プロパイロットエディション 2WD リア

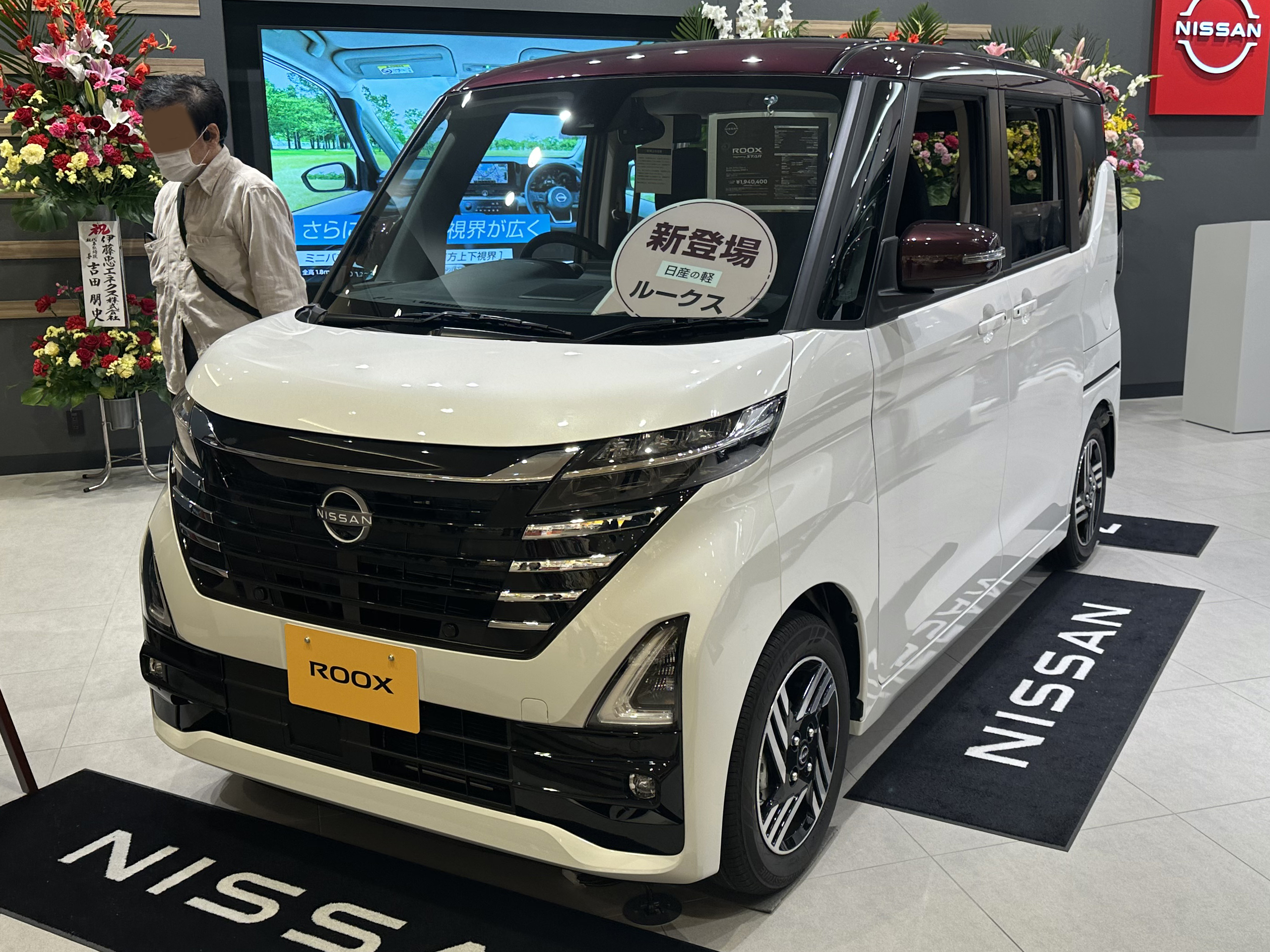
2023年4月改良型 ハイウェイスターX 2WD フロント
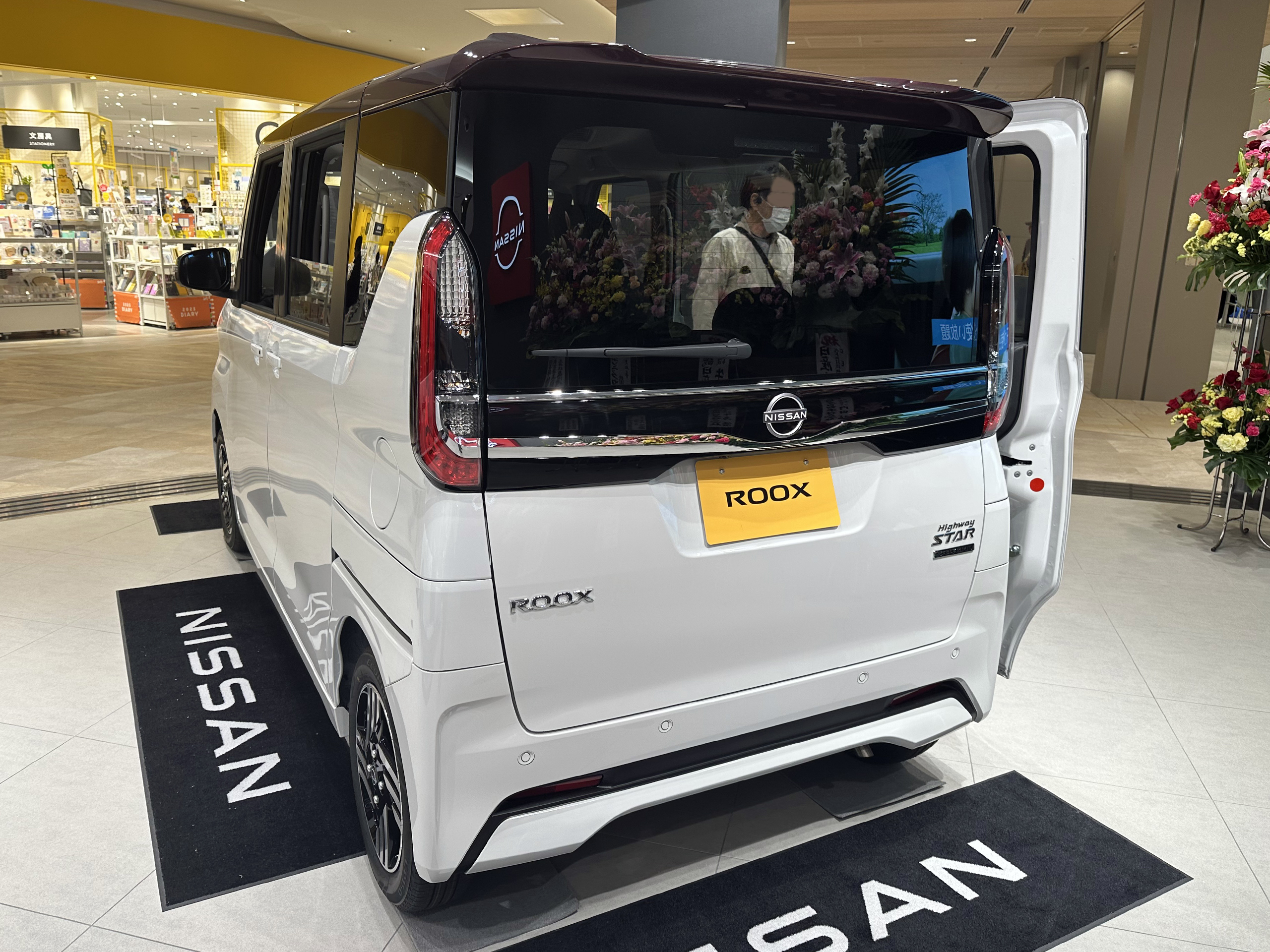
2023年4月改良型 ハイウェイスターX 2WD リア
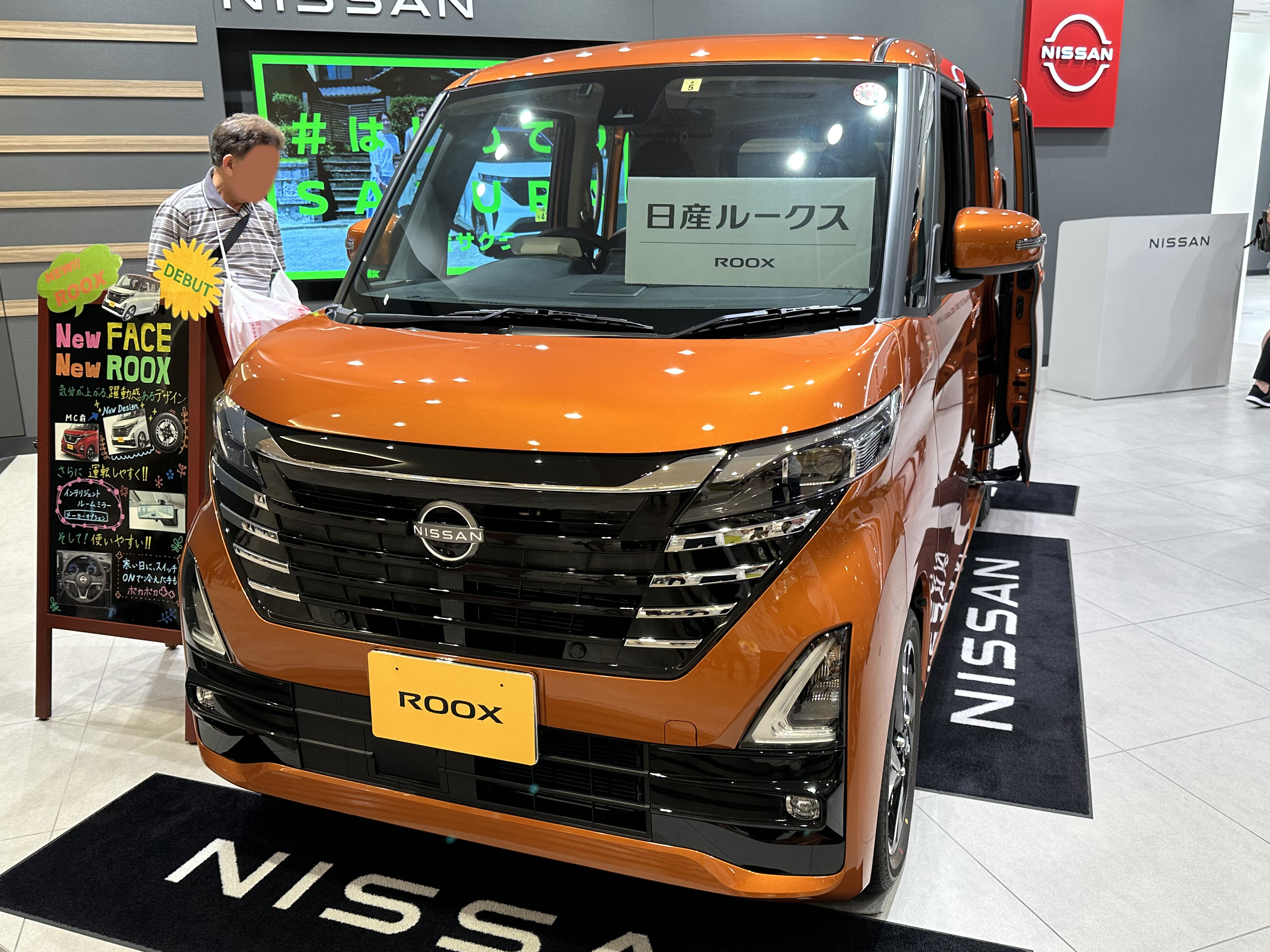
2023年4月改良型 ハイウェイスターGターボ プロパイロットエディション 2WD フロント
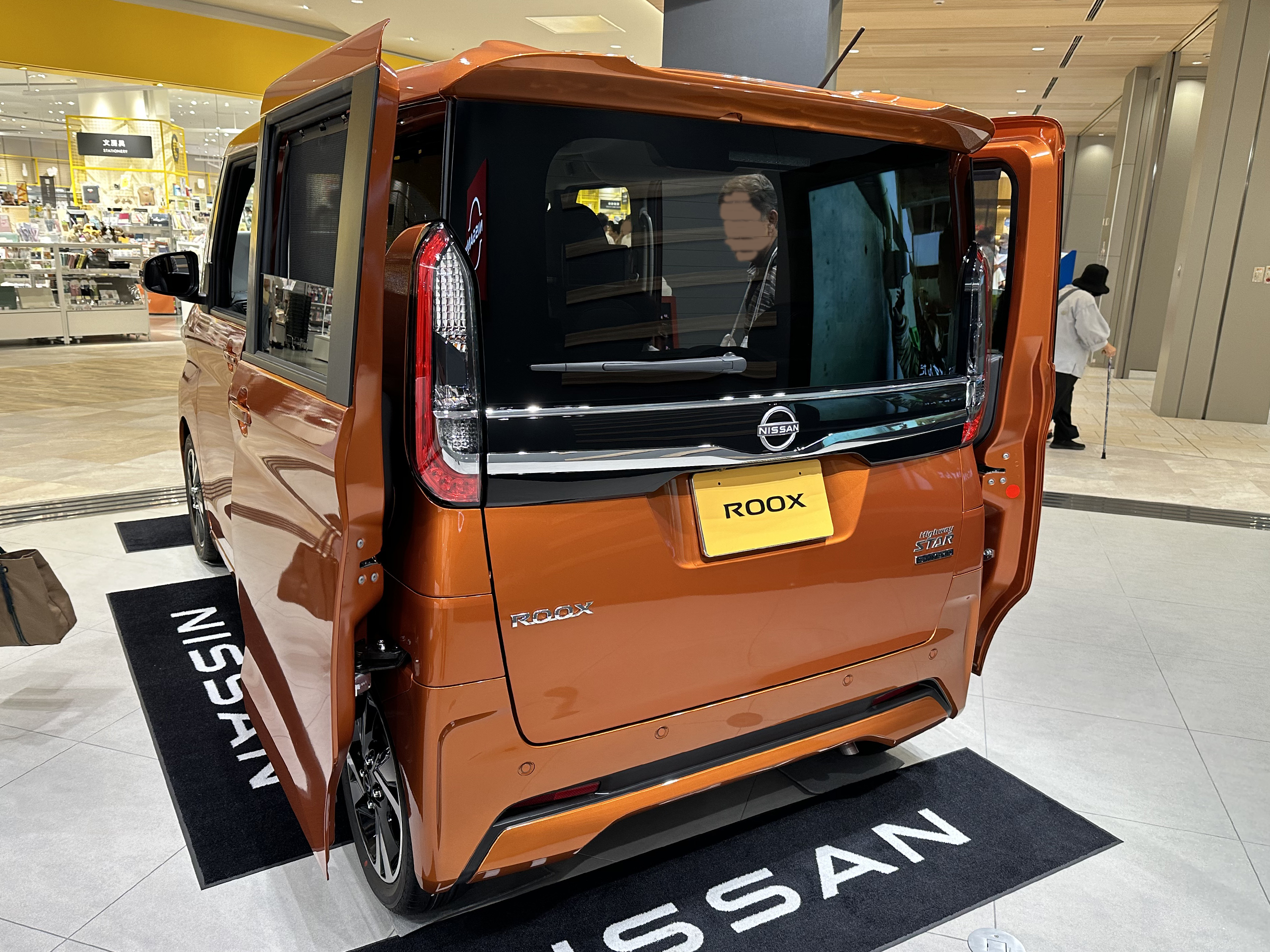
2023年4月改良型 ハイウェイスターGターボ プロパイロットエディション 2WD リア

## ルークススイートコンセプト
2023年1月13日、東京オートサロン2023にてルークスをベースにしたルークススイートコンセプト（ROOX SUITE CONCEPT）が出展された。

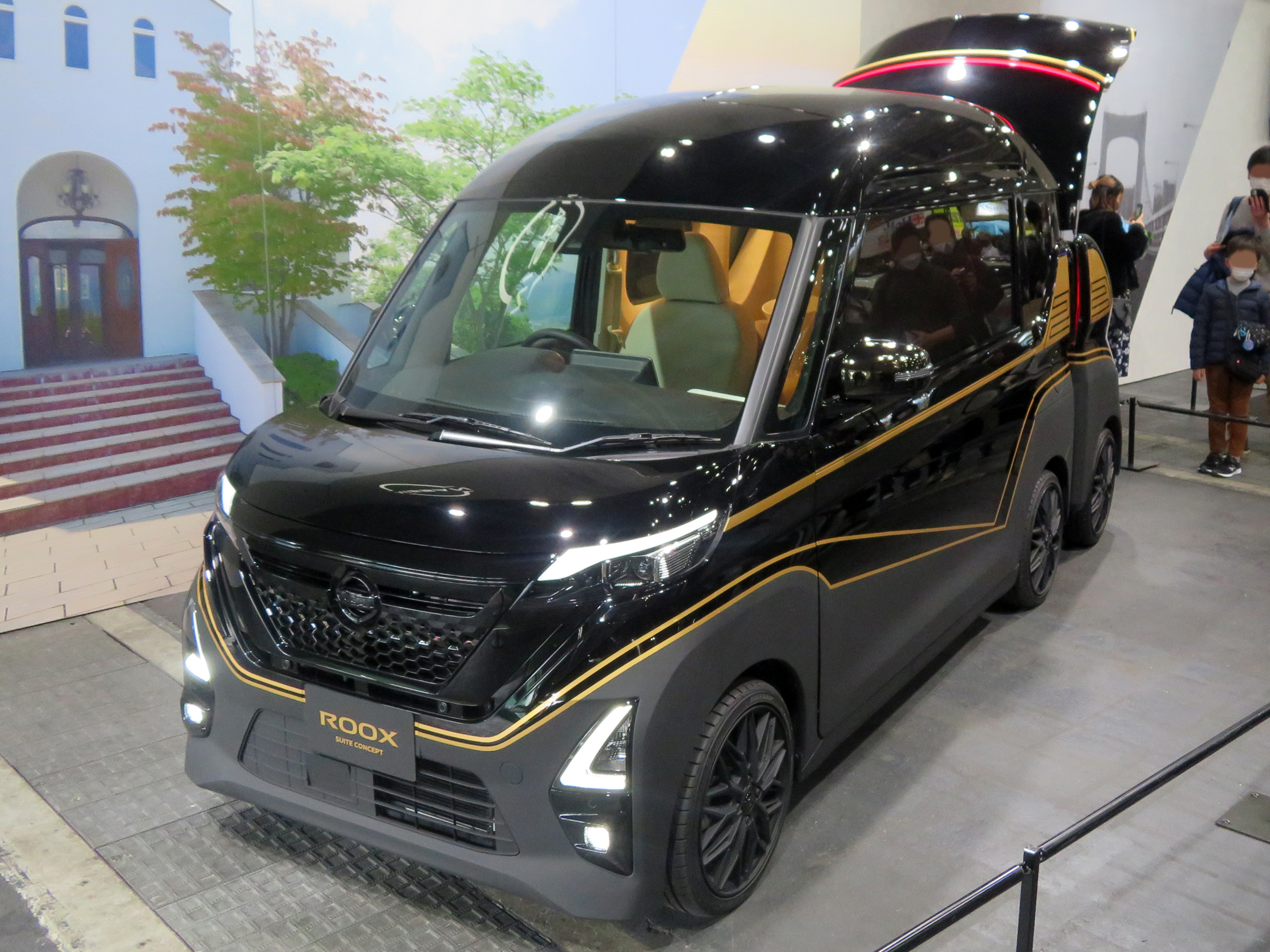
ルークススイートコンセプト（フロント）
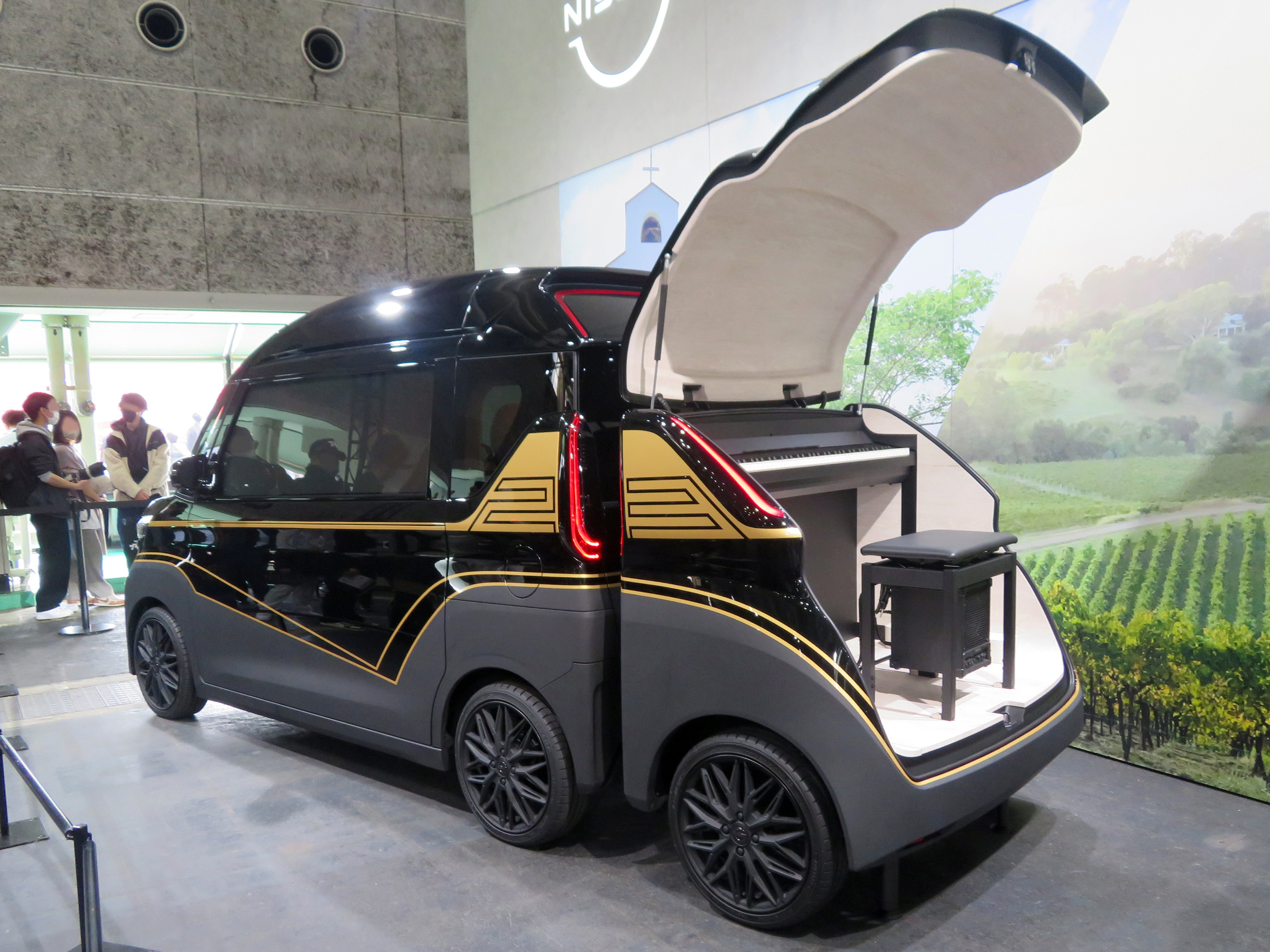
ルークススイートコンセプト（リア）

## 車名の由来
ROOXは「Room」と「Max」を掛け合わせた造語。商品特徴である広々としてゆとりある室内空間を表現し、名づけられた。